# Stefanoffia insoluta
Stefanoffia insoluta är en flockblommig växtart som beskrevs av Kljuykov. Stefanoffia insoluta ingår i släktet Stefanoffia och familjen flockblommiga växter. Inga underarter finns listade i Catalogue of Life.